# Adolph Tidemand
Adolph Tidemand (Mandal, 14 augustus 1814 – Christiania, 25 augustus 1876) was een Noorse nationale romantiek kunstschilder.

## Leven
Adolph Tideman was de zoon van douane-inspecteur Tidemand Christen en Johanne Henriette Haste. Van 1833 tot 1837 studeerde hij aan de Koninklijke Deense Kunstacademie. In de jaren  1837 - 1841 studeerde hij aan de kunstacademie Düsseldorf. Daarna ondernam hij een studiereis naar Italië samen met zijn broer Emil. Van 1842 tot 1845 reisde hij door Noorwegen (Gudbrandsdalen, Hardanger, Telemark) en ontmoette Hans Gude, met wie hij een aantal schilderijen maakte. Hij trouwde in 1845.

## Werken (selectie)

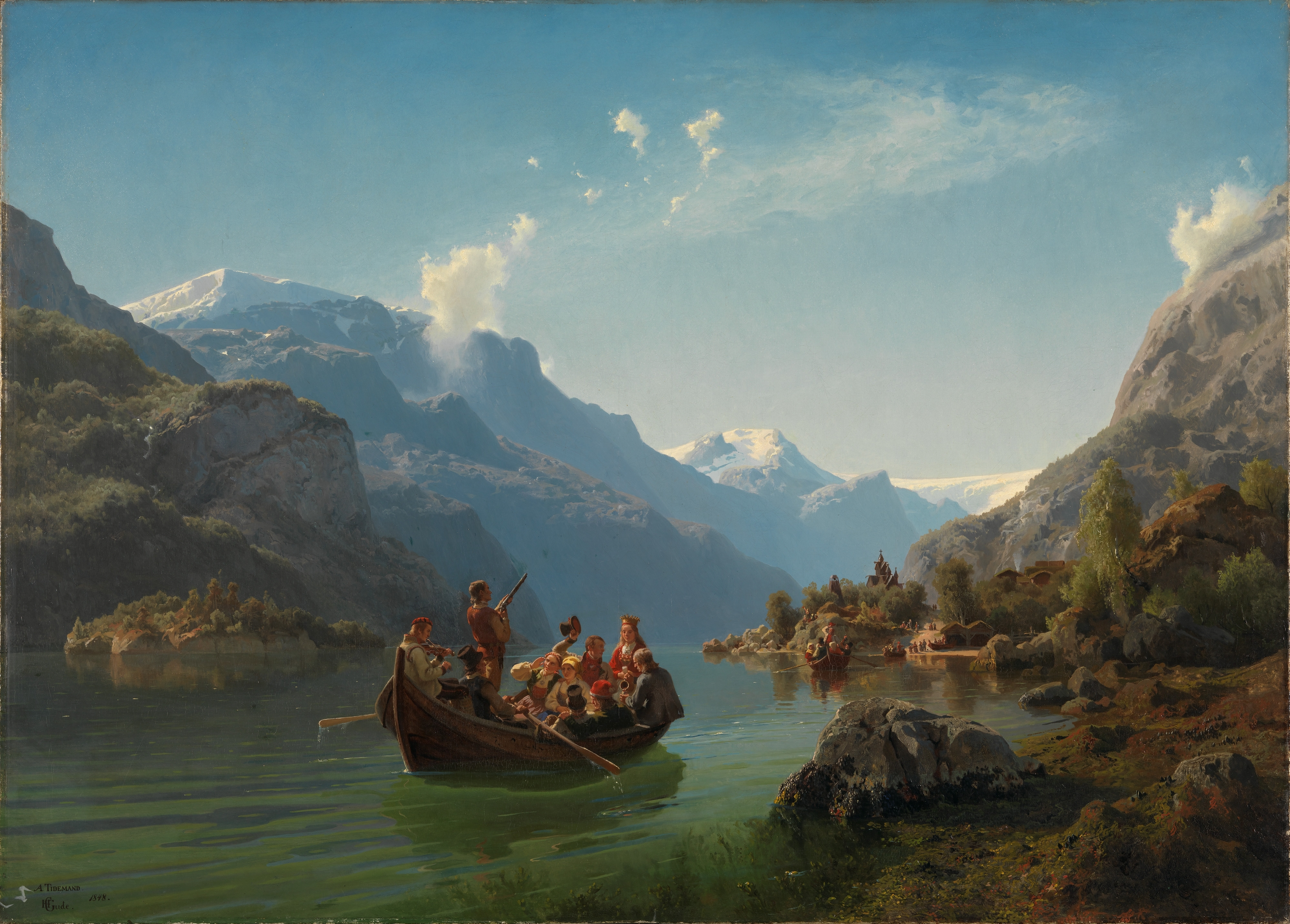
Brudeferden i Hardanger (Bruiloft in Hardanger, samen met Hans Gude, 1848)

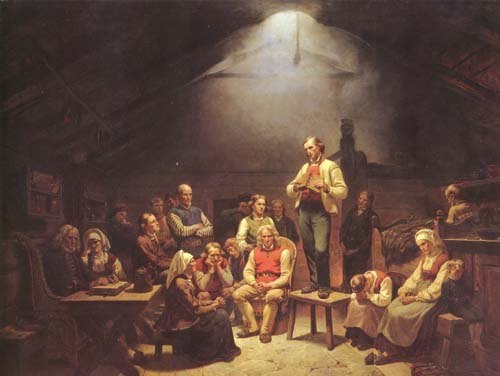
Haugianerne (De Haugeans, 1852)

- 1838 - Hjemvendte fiskere ved den sjællandske kyst
- 1841 - Gustav Vasa taler til dalkarlene i Mora kirke
- 1843 - Søndagskveld i en hardangersk røkstue
- 1844 - Eventyrfortellersken
- 1845 - Søndagskveld i en røykstue i Hardanger
- 1846 - Norsk juleskikk
- 1848 - Brudeferden i Hardanger (geschilderd samen met Hans Gude)
- 1848 - Signe Halvorsdatter Valle i Sætersdalen
- 1848 - Haugianerne (opnieuw geschilderd in 1852)
- 1849 - De ensomme gamle (ook bekend als Husandakt)
- 1849 - Ingeborg Andersdatter Gulsvik, Flå, som brud
- 1851 - Aften på Krøderen (geschilderd samen met Hans Gude)
- 1852 - Bondeliv i Oscarshall
- 1852 - Haugianerne
- 1853 - Likferd på Sognefjorden (geschilderd samen met Hans Gude)
- 1854 - Den foreldreløse
- 1859 - Fiskere i havsnød (geschilderd samen met Hans Gude)
- 1865 - Bestemors brudekrone
- 1865 - Fanatikerne
- 1874 - Syneve
- 1874 - Nød

## Galerij

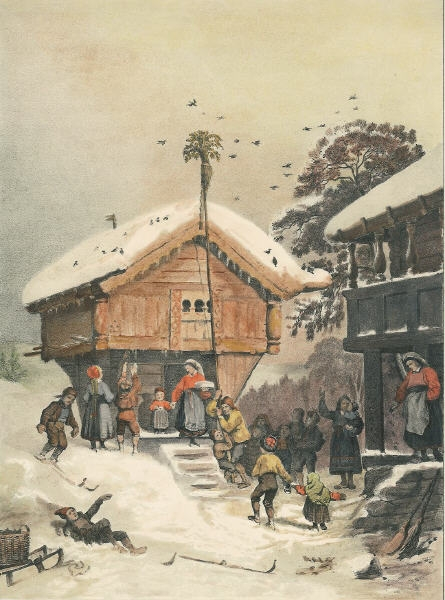
Norsk juleskik (Noorse kersttradities. 1846)
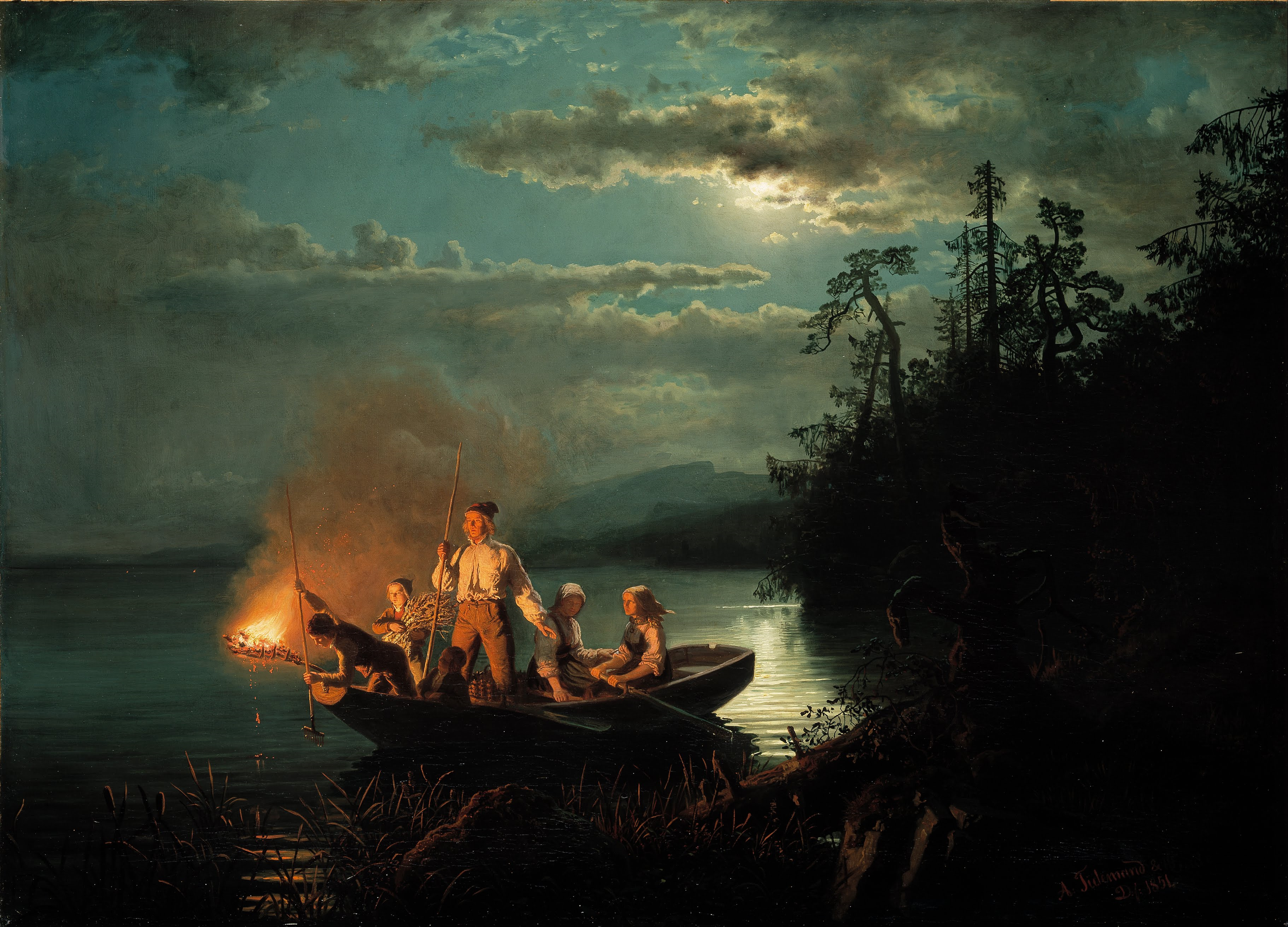
Lystringen (Vissen met een harpoen. 1851)
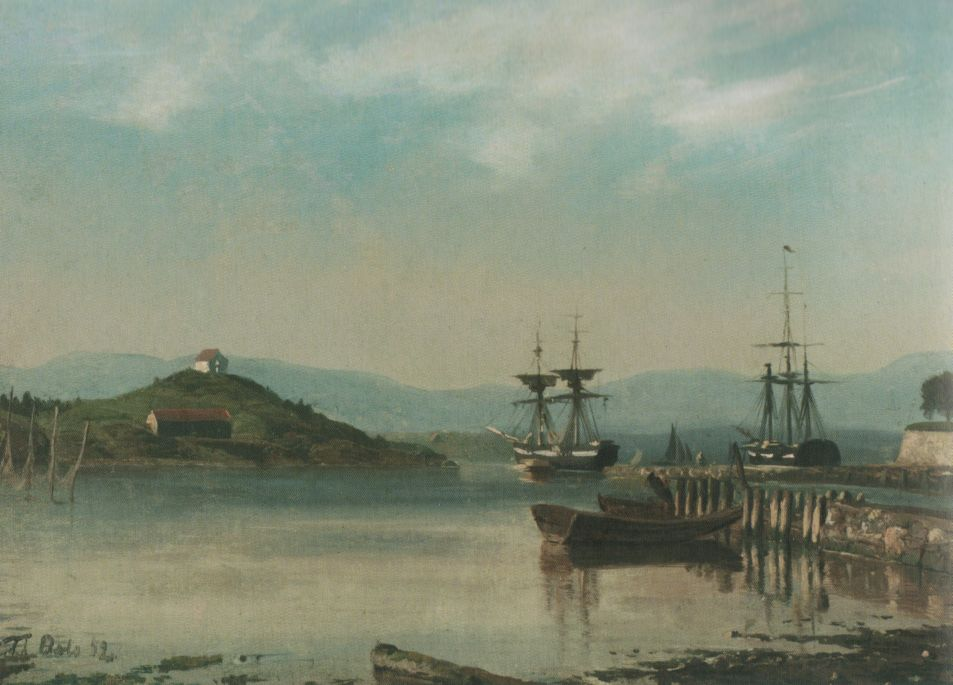
Parti fra Oslo Strandgate 1852
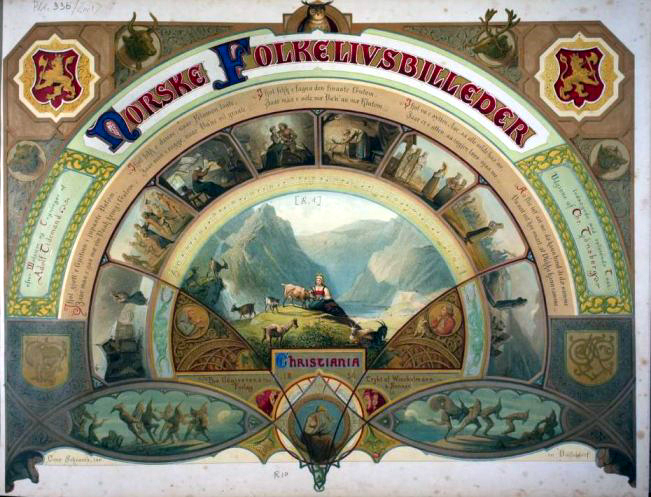
Norske Folkelivsbilleder 1854
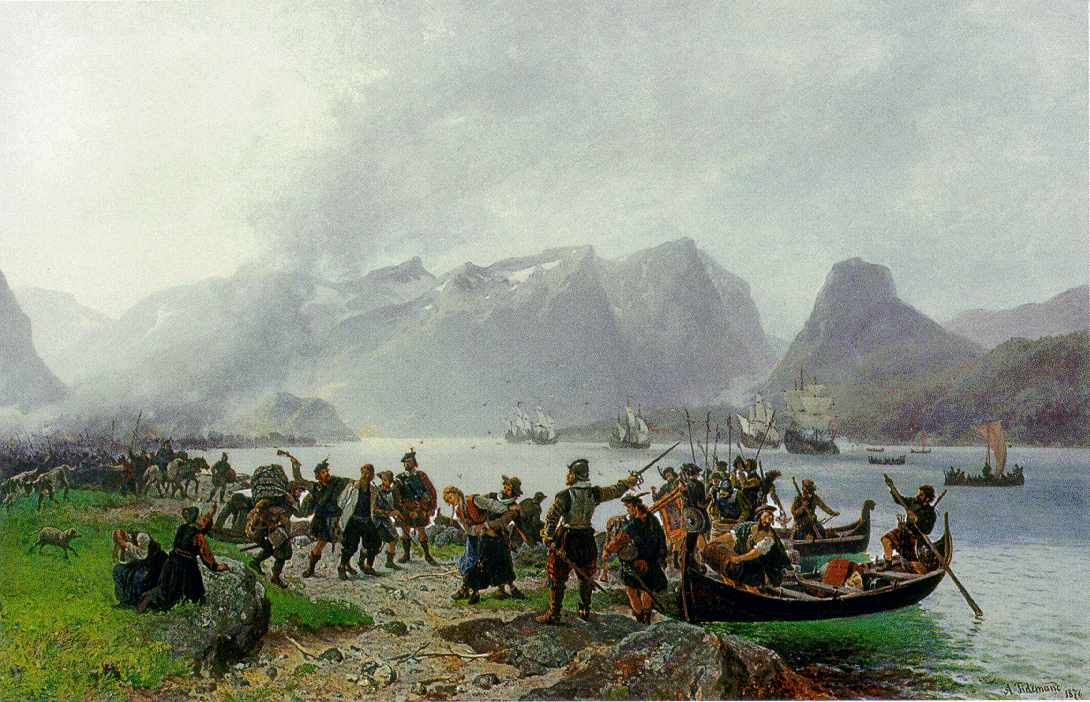
Sinclairs landing i Romsdal 1876

- Bibsys: 90216727
- Bibliothèque nationale de France: cb149685104 (data)
- Gemeinsame Normdatei: 119146215
- International Standard Name Identifier: 0000 0001 2118 6498
- KulturNav: 373260c8-f274-4b3f-a784-0b5d9d16afbf
- Library of Congress Control Number: n82117540
- Nederlandse Thesaurus van Auteursnamen: 120204177
- RKD-Nederlands Instituut voor Kunstgeschiedenis: 77405
- LIBRIS: 232438
- Système universitaire de documentation: 035366532
- Union List of Artist Names: 500007117
- Virtual International Authority File: 4986647
- WorldCat: E39PBJtmp8fgfFH7cCphxTGGpP